# Испанская Сахара
Испанская Сахара — название, используемое для современной территории Западной Сахары, когда она представляла собой совокупность владений Испании в 1884—1975 годах. Территория являлась одним из последних остатков Испанской колониальной империи, и статус её остаётся спорным из-за резолюции ООН по деколонизации, а также из-за желания народа Западной Сахары получить независимость и внешних претензий на эту территорию Марокко и Мавритании.

## Колонизация
В 1884 году Испания получила прибрежные районы современной Западной Сахары на Берлинском конгрессе и начала открывать там торговые пункты и вводить войска. Летом 1886 года под эгидой испанского общества Коммерческой Географии (Sociedad Española de Geografía Comercial) Хулио Сервера Бевер, Фелипе Риццо (1823—1908) и Франциско Кирога (1853—1894) прибыли в колонию Рио-де-Оро, где они провели топографические и астрономические исследования территории. Это считается первой научной экспедицией в данную часть Сахары.
Границы области не были чётко определены до подписания договора между Испанией и Францией в начале XX века. Испанская Сахара была образована из испанских территорий Рио-де-Оро и Сегиет-эль-Хамра в 1924 году. Эти просторы не были частью Испанского Марокко и управлялись отдельно от него.
Оккупация территории в 1884 году Испанией немедленно вызвала упорное сопротивление туземных сахарских племён. В 1904 году вспыхнуло восстание в городе Смара во главе с шейхом Ма аль-Айнином, которое было подавлено с помощью Франции после 1910 года.

## Современная история
Из-за восстаний племён Испании было трудно контролировать внутренние районы территории до 1934 года. После обретения независимости в 1956 году Марокко предъявило претензии на Испанскую Сахару как на свою возможную доколониальную территорию. В 1957 году марокканская армия Освобождения оккупировала Сиди-Ифни на севере Испанской Сахары во время войны за Ифни. Испания откомандировала полк десантников с Канарских островов для отражения атаки. Контроль был вскоре восстановлен над всей территорией. Позже было выполнено несколько карательных акций для предотвращения будущих военных действий. Многие бывшие кочевые бедуины Испанской Сахары поселились в городах и сёлах. Некоторые племена переселились в Марокко. В том же году Испания уступила провинции Тарфая и Тан-Тан от Испанской Сахары в пользу Марокко.
В 1969 году Испания передала Марокко область Ифни, которая была центром колониальной администрации Испанской Сахары.
В 1967 году испанская администрация была оспорена движением Харакат Тахрир. В 1973 году был создан Фронт ПОЛИСАРИО Войска Фронта быстро росли, и Испания потеряла фактический контроль над большей частью территории к началу 1975 года. Попытка подрыва влияния ПОЛИСАРИО созданием альтернативной политической силы, сахарской Национальной Объединённой партии, не имела большого успеха.
В 1973—1975 годах в Западной Сахаре велась малоинтенсивная партизанская война. В 1975 году Испания решила оставить свою колонию, разделив её территорию между соседними странами — Марокко и Мавританией, что было закреплено Мадридским соглашением. В ответ на это Полисарио провозгласил независимую Сахарскую Арабскую Демократическую Республику (27 февраля 1976 года) и возобновил партизанскую войну, направленную теперь против прибывших марокканских и мавританских войск. В ходе войны Полисарио получал военную помощь от Алжира, Кубы, ряда национально-освободительных движений мира и до 1983 года — от Ливии. Последний испанским генерал-губернатором стал Федерико Гомес де Саласар.